# Bashir Abdi
Bashir Abdi (født 20. februar 1989) er en belgisk atlet, der konkurrerer i langdistanceløb. 
Han repræsenterede sit land ved verdensmesterskaberne i atletik 2015 i Beijing, hvor han blev slået ud i de indledende runder på 5.000 meter.
Han vandt sølv på 10.000 meter under EM i atletik 2018, bag Morhad Amdouni.
I 2021 repræsenterede han Belgien i maraton ved sommer-OL 2020 i Tokyo og vandt en bronzemedalje.  I oktober 2021 vandt han Rotterdam Marathon , med en ny europæisk rekord på 2:03.35.